# Kleinaitingen
Kleinaitingen is een gemeente in de Duitse deelstaat Beieren, en maakt deel uit van het Landkreis Augsburg.
Kleinaitingen telt 1.328 inwoners.
Adelsried ·
Allmannshofen ·
Altenmünster ·
Aystetten ·
Biberbach ·
Bobingen ·
Bonstetten ·
Diedorf ·
Dinkelscherben ·
Ehingen ·
Ellgau ·
Emersacker ·
Fischach ·
Gablingen ·
Gersthofen ·
Gessertshausen ·
Graben ·
Großaitingen ·
Heretsried ·
Hiltenfingen ·
Horgau ·
Kleinaitingen ·
Klosterlechfeld ·
Königsbrunn ·
Kühlenthal ·
Kutzenhausen ·
Langenneufnach ·
Langerringen ·
Langweid am Lech ·
Meitingen ·
Mickhausen ·
Mittelneufnach ·
Neusäß ·
Nordendorf ·
Oberottmarshausen ·
Scherstetten ·
Schwabmünchen ·
Stadtbergen ·
Thierhaupten ·
Untermeitingen ·
Ustersbach ·
Walkertshofen ·
Wehringen ·
Welden ·
Westendorf ·
Zusmarshausen